# Parafia Matki Bożej Anielskiej w Mostowie
Parafia Matki Bożej Anielskiej w Mostowie – parafia rzymskokatolicka w dekanacie łosickim.
Pierwotny kościół z 1784 r., fundacji księcia Woronieckiego, był odrestaurowany w 1849 r. przez Szczawińską, właścicielkę dóbr Mostowa. W 1874 r. został zamieniony na cerkiew. Następny kościół drewniany, powstał w 1904 r., kosztem rządu rosyjskiego. Został poświęcony w 1918 r. 
Parafia erygowana w 1919 r. Obecny kościół parafialny murowany, wybudowano w 1937 r. w stylu późnobarokowym.
Do parafii należą wsie: Mostów, Harachwosty, Kopce, Łukowisko (część), Nieznanki, Siliwonki.